# Johnny Crossan
Johnny Crossan (Derry, 29 novembre 1938) è un ex calciatore nordirlandese, di ruolo attaccante.

## Palmarès

### Club

#### Competizioni nazionali
- Second Division: 1

Manchester City: 1965-1966